# تشارلي جانسين
تشارلي جانسين (بالإنجليزية: Charlie Janssen)‏ هو سياسي أمريكي، ولد في 15 يناير 1971 في فريمونت في الولايات المتحدة. حزبياً، نشط في الحزب الجمهوري.